# 니콜 로스
니콜 로스(영어: Nicole Ross, 1989년 1월 15일~)는 미국의 펜싱 선수로 주 종목은 플뢰레이다. 2012년 하계 올림픽에서 여자 플뢰레 개인전과 단체전에 출전하였다. 그러나, 개인전 32강에서 튀니지의 이네스 부바크리에게 8-15로 패하며 탈락하였고, 단체전에서는 6위를 기록하였다.